# Фред (кот)
Фред (англ. Fred the Undercover Kitty, «Котёнок под прикрытием», 2005 год — 10 августа 2006 года) — короткошёрстный кот, который прославился тем, что работал в департаменте полиции Нью-Йорка и помог разоблачить несколько преступников.

## Биография
Фред родился весной 2005 года в Бруклине. В сентябре 2005 года котика, страдавшего от тяжелой пневмонии и коллапса лёгкого, взяла к себе в дом помощница окружного прокурора Кэрол Моран.
В феврале 2006 года Фред был зачислен в офис бруклинского окружного прокурора в качестве тайного агента. Полицейские выдавали Фреда за больного кота с целью разоблачить одного ветеринара, который подозревался в мошенничестве, работе без лицензии, хулиганстве и насилии над животными. Благодаря работе Фреда ветеринар был разоблачён и привлечён к уголовной ответственности.
За участие в успешной спецоперации Фред был представлен к премии от самого мэра города. После спецоперации Фред стал проходить подготовку для участия в зоотерапии. Хозяева Фреда неоднократно получали предложения от различных режиссёров в съёмках рекламы.
9 августа 2006 года Фред убежал из дома и в тот же день погиб под колёсами автомобиля.